# Loma de Parihuanas
Loma de Parihuanas es un caserío peruano ubicado en el distrito de Frías, perteneciente a la provincia de Ayabaca del departamento de Piura, al norte del Perú.

## Ubicación
Loma de Parihuanas se ubica al suroeste de la provincia de Ayabaca, en el distrito de Frías, en el departamento de Piura.

## Demografía
En 2017 Loma de Parihuanas tenía una población de 57 habitantes.